# Kouïbanka
Ne doit pas être confondu avec Koubanka.
Kouïbanka est une localité située dans le département de Mané de la province du Sanmatenga dans la région Centre-Nord au Burkina Faso.

## Éducation et santé
Le centre de soins le plus proche de Kouïbanka est le centre de santé et de promotion sociale (CSPS) de Mané tandis que le centre hospitalier régional (CHR) se trouve à Kaya.